# イオン八戸田向ショッピングセンター
イオン八戸田向ショッピングセンター（イオンはちのへたむかいショッピングセンター）とは、青森県八戸市田向毘沙門平に立地するイオン東北株式会社運営のショッピングセンター。2012年（平成24年）6月29日に開業した。核テナントはイオン八戸田向店。

## 概要
イオンでは、1990年代ごろから住宅街として発展している八戸市河原木地区あるいは田向地区に、2000年代前半ごろから進出を計画していた。当時は、東北最大レベルの売り場面積40,000m²以上の商業施設を計画していた。とりわけ田向地区については土地区画整理事業の進展に伴い河原木地区以上にイオン出店の可能性が高まったが、当時の八戸市長・中村寿文はイオングループのショッピングセンターの建設・計画に反対していたため、実現の目途が立たない状態であった。前代の中里信男市長時代にレールを引いた、八戸市沼館・江陽地区にシンフォニープラザ沼館が開業したのを最後に、大型商業施設の開発については一定の歯止めがかかっている状況であった。
続いて、郊外大型出店否定派の中村 寿文に勝利し市長に就任した小林眞は、選挙戦の公約で「商業政策、都市計画を踏まえた上で必要であれば用途地域の見直しを実施する」と主張しており、当選後に八戸市商業アドバイザリー会議を設置した。内外の専門家により、現状の八戸市のオーバーストア状況、中心市街地活性化、中心市街地以外の活性化など様々な商業に係る課題と、中心市街地活性化三法の改正など政府の方向性や全国的なトレンドを検討。商業アドバイザリー会議からの答申書を踏まえ、都市計画で認められた地域以外での10000m²以上の大型商業施設の建設を禁止する方針を示した。
かつてイオンが巨大なショッピングセンターを計画していた田向地区は、10000m²以下の商業施設を建設できるようにと土地区画整理組合の募集に複数が応募した中で、イオンリテールが取得した土地である。そして、その土地に基準の10000m²以下の規模の商業施設の建設を開始した。当初は、イオンタウンが進出するとみられていたが、イオンリテール運営の「イオン（旧ジャスコ・サティ）」を核にした一般のタイプへとなった。
なお、イオンリテールでは、八戸市の許可が下りれば20,000m²程度に拡張する計画を立てていたが、市では国の法律や都市計画に基づき変更許可の姿勢は示さなかった。その後、当施設隣接の裏地に八戸市総合保健センターが開業したため、拡張は物理的に不可能となった。八戸市保健所、八戸市総合健診センターなどの当地への開設は、大型商業施設建設に代わる田向土地区画整理事業への救済策とも考えられる。

## 八戸戦争の影響
前述のように八戸地域における政争である八戸戦争が色濃く影響した複雑な出店経緯があり、木村守男知事辞任劇と並び中村寿文が市長再選を阻まれる原因となった。支持基盤も八戸市内の旧市街地寄りの中村に対し浜通り寄りの小林という構図が存在し、出店を巡る各々の地区の思惑の代弁も展開されている。
出店箇所は三大病院の総合的な配置・青森県道29号八戸環状線整備の恩恵による好立地の確保・医療の将来を見越しての拡張・三陸はるか沖地震による病棟被害からの復旧という目的でもともと消極的に移転・建設されていた八戸市立市民病院を近くに持つ土地であり、青森県・田向土地区画整理組合と八戸市では当初から折り合いが悪く、八戸市中心市街地を含めた八戸地域の将来像を考察した上でどう開発していくかが問題となっていた。
市長選前後でも候補者の意見が二転三転し、最終的に組合が、商業施設出店者公募にあたり、第一位の金額を提示した、地元スーパーのユニバースを押し切る形で、公募への提示額はユニバースを下回っていたにもかかわらず、イオン誘致となった。なお、八戸市立市民病院にはドクターヘリが後に配備され、八戸消防署や八戸市保健所、八戸市健康保険センターも移転・建設されるなど、多額の公費を投じて、組合に配慮した開発が現在では進められた。

## フロアとテナント

### フロア概要
核店舗のイオン八戸田向店と12の専門店で構成される。
フロアのほとんどは直営売場であり、専門店は飲食店などが出店している。ただしドライブスルー型調剤薬局とイオンラウンジが青森県内のイオン店舗としては初めて設置されている。
| 階  | フロア概要                       |
| --- | -------------------------------- |
| 1階 | 直営売場・専門店街・フードコート |

### 主なテナント
- 和食レストランまるまつ（レストラン）
- ピザハット（ピザ）
- ケンタッキーフライドチキン（ファストフード）
- サーティーワンアイスクリーム（アイス・クレープ）
- グリーンボックス（靴）
- 理容プラージュ（理容）
- モーリーファンタジー（ゲームセンター）

※テナント情報は2022年3月時点
出店テナント全店の一覧詳細情報は公式サイト「専門店」「フロアガイド」を、営業時間およびATMを設置している金融機関の詳細は公式サイト「営業時間」を参照。

## 交通アクセス

### バス
八戸市営バス（八戸市交通部）・南部バス - 「イオン田向店」下車。
- 敷地内の食品側入口付くに停留所を設置し、2012年7月9日から客扱いを開始した[1]。
- なお、設置当初は当該停留所への乗り入れは一部を除き午前9時以降に行われていたが、その後の各社のダイヤ改正で市営バスでは原則午前7時以降、南部バスでは開店前の6時台から乗り入れる便がある[9][10]。

「イオン田向店」停留所に乗り入れる路線バスの主な行き先
- 中心街方面
  - 八戸市交通部
    - □[C5]中心街(三日町)
    - ■[P50]本八戸駅
    - ■[H59]シルバークリニック（本八戸駅・八太郎経由）
    - ■[H58]多賀台団地（本八戸駅・八太郎経由）
    - ■[N60]八戸駅

  - 南部バス
    - □[C5]中心街(八日町)
    - ■[P8]ラピア（吹上経由）
- 郊外方面
  - 八戸市交通部
    - ■[S30]旭ヶ丘営業所（旭ヶ丘団地経由）
    - ■[S31]桜ヶ丘・旭ヶ丘営業所
    - ■[S32]第二桜ヶ丘（旭ヶ丘団地経由）
    - ■[S36]旭ヶ丘営業所（妙経由）
    - [3]旭ヶ丘営業所（四本松経由）
    - [35]市民病院
    - [8]ラピア（類家南団地経由）
    - [20]鮫（大町二丁目経由）
    - [40]是川団地（斎場前経由）
    - [6]上柳町循環（新井田西二丁目・セメント前経由）

  - 南部バス
    - ■[S100]階上庁舎（妙・工業大学・石鉢経由）
    - ■[S102]階上中学校（妙・工業大学・赤羽経由）
    - ■[S103]階上（妙・工業大学・赤羽経由）
    - ■[S104]階上（松館口経由）

### 鉄道
- JR八戸線 - 本八戸駅及び小中野駅から徒歩で約43分、陸奥湊駅から徒歩で約52分

### 自動車
- 三陸沿岸道路 - 八戸是川ICより約6分
- 八戸自動車道 - 八戸ICより約8分

## 周辺
- 市民センター（福祉体育館）
- 八戸市立市民病院
- 八戸消防署
- 新井田川
- 対泉院
- 向陵高等学校
- 類家南団地
- 石手洗団地
- 新井田インドアリンク
- 千葉幼稚園
- スターバックスコーヒー八戸田向店